# الغربة (مورد ماء)
الغربة هو مورد ماء في سراة بلاد بلقرن في محافظة بلقرن يقع جنوب شرقي قرى الحرجة على بعد ثلاثة كيلومترات.